# Protos (konstruktor)
Protos – były brytyjski konstruktor samochodów wyścigowych, założony w 1967. W latach 1967-1968 jego samochody startowały w mistrzostwach Europejskiej Formuły 2. W 1967 roku jedyne osiem punktów dla konstruktora zdobył Brian Hart, startujący w zespole Ron Harris Racing.